# Łęczynko
Łęczynko (niem. Lenzen-Vorwek) – osada w Polsce położona w województwie zachodniopomorskim, w powiecie białogardzkim, w gminie Białogard. W latach 1975–1998 osada należała do województwa koszalińskiego. W roku 2007 osada liczyła 33 mieszkańców. Osada wchodzi w skład sołectwa Łęczno.

## Geografia
Osada leży ok. 3 km na północ od Łęczna, przy drodze między Białogardem a Stanominem.

## Komunikacja
W osadzie znajduje się przystanek komunikacji autobusowej.